# Rinorea dentata
Rinorea dentata är en violväxtart som först beskrevs av Ambroise Marie François Joseph Palisot de Beauvois, och fick sitt nu gällande namn av O. Ktze. Rinorea dentata ingår i släktet Rinorea och familjen violväxter. Inga underarter finns listade i Catalogue of Life.